# Gloria Galeano Garcés
Gloria Amparo Galeano Garcés (22 de abril de 1958- 23 de marzo del 2016) fue una agrónoma y botánica colombiana. 

## Biografía
Se graduó como ingeniera agrónoma en 1983, en la Universidad Nacional de Colombia, en Medellín. Se doctoró en Ciencias Biológicas en la Universidad de Aarhus, Dinamarca, en 1997. Realizó un posgrado en la Universidad de Cornell, donde hizo estudios sobre la anatomía foliar y la morfología del polen en las palmas, Desde octubre de 1984 se vinculó al Instituto de Ciencias Naturales de la Universidad, del cual fue directora entre 2003 y 2006.

## Aportes a la ciencia
Aporto a la taxonomía más de doscientas sesenta especies, en cuarenta y cinco géneros silvestres, es la investigación más completa que se ha hecho sobre el tema, obra realizada junto a Rodrigo Bernal, con quien publicó en 2010 la obra Palmas de Colombia. Guía de campo, hasta ahora el más exhaustivo inventario de palmas del país. En 1997, realizó el que se consideraba su primer aporte taxonómico importante, con las palmas de la región occidental de Colombia, trabajo donde describió treinta y dos géneros. También se destacan muchos más, como el realizado en colaboración con Andrew Henderson  y Rodrigo Bernal: Guía de campo de las palmas de las Américas, publicado por la Universidad de Princeton en 1995, y la monografía sobre los géneros Euterpe y Prestoea neonicholsonia, publicada en la revista Flora Neotrópica.
Galeano describió la Taxonomía de 58 especies, subespecies y variedades de plantas, especialmente palmas de diversas regiones de Colombia (Antioquia, Amazonia). Publicó 17 libros, 68 artículos científicos y 15 capítulos de libros, en su gran mayoría sobre las palmas: taxonomía, sistemática, ecología, usos, conocimiento vernáculo tradicional; conservación e impactos de la recolección de plantas colombianas y palmas neotropicales. Galeano fue además coautora de una guía de campo de las palmas de las Américas. Investigó la flora y la vegetación de la región del Chocó, donde además desarrolló investigaciones sobre etnobotánica.
A lo largo de treinta años de experiencia docente e investigativa en el Instituto de Ciencias Naturales de la Universidad Nacional, que dirigió entre 2003 y 2006, la profesora Galeano lideró un grupo de investigación en palmas silvestres neotropicales. Este grupo, su gran orgullo y legado, ha desarrollado numerosos proyectos. En 2016, año en el que falleció, se puso en marcha el primer plan de manejo, uso y conservación de palmas en Colombia, elaborado por el Grupo de Investigación en Palmas Silvestres de la Universidad Nacional de Colombia, con el apoyo del Ministerio de Ambiente y Desarrollo Sostenible.
Participó, entre otros, en el proyecto de diccionario de nombres comunes en español de las plantas en Colombia y en varios volúmenes del proyecto de Libros Rojos de plantas en peligro de extinción de Colombia.

### Especies de plantas descubiertas

#### Arecaceae
- Aiphanes acaulis Galeano & R.Bernal—Principes 29(1): 20. 1985[6][7]
- Aiphanes graminifolia Galeano & R.Bernal—Caldasia 24(2): 277 (-280; fig. 1). 2002[8]
- Astrocaryum triandrum Galeano, R.Bernal & F.Kahn—Candollea 43(1): 279 (1988)[9]
- Bactris rostrata Galeano & R.Bernal—Caldasia 24(2): 280 (-283; fig. 2). 2002
- Ceroxylon amazonicum Galeano—Caldasia 17: 398 fig. 1995
- Ceroxylon echinulatum Galeano—Caldasia 17: 399-402 fig. 1995
- Ceroxylon parvum Galeano—Caldasia 17: 403 1995
- Ceroxylon peruvianum Galeano, Sanín & K.Mejia—Revista Peru. Biol. 15(Supl. 1): 65 (-67; figs. 1-3). 2008
- Ceroxylon sasaimae Galeano—Caldasia 17: 404-405 fig. 1995
- Chamaedorea murriensis Galeano—Principes 31: 143 1987
- Chamaedorea ricardoi R.Bernal, Galeano & Hodel—Palms 48(1): 27 (-29; fig. 1). 2004
- Geonoma chlamydostachys Galeano-Garcés—Principes 30: 71 1986
- Geonoma santanderensis Galeano & R.Bernal—Caldasia 24(2): 282 (-284; fig. 3). 2002
- Geonoma wilsonii Galeano & R.Bernal—Caldasia 24(2):284 (-290; figs. 4-5). 2002
- Oenocarpus makeru R.Bernal, Galeano & A.J.Hend.—Brittonia 43(3): 158 (1991)
- Oenocarpus simplex R.Bernal, Galeano & A.J.Hend.—Brittonia 43(3): 154 (1991)
- Sabinaria R. Bernal & Galeano—Phytotaxa 144: 28. 2013
- Sabinaria magnifica Galeano & R. Bernal—Phytotaxa 144: 34
- Wettinia oxycarpa Galeano & R.Bernal—Caldasia 13(65): 695 (1983)

#### Cyclanthaceae
- Asplundia harlingiana Galeano & R.Bernal—Caldasia 14: 27 (-28). 1984
- Asplundia sanctae-ritae Galeano & R.Bernal—Caldasia 14: 28 (-29). 1984
- Asplundia sarmentosa Galeano & R.Bernal—Caldasia 14: 29 (-30). 1984
- Dicranopygium fissile Galeano & R.Bernal—Caldasia 14: 31, figs. 1984
- Dicranopygium scoparum Galeano & R.Bernal—Caldasia 14: 32, figs. 1984

## Honores
- En 1996 obtuvo el Premio de Ciencias de la Fundación Alejandro Ángel Escobar por la Field guide to the Palms of the Americas en coautoría con Andrew Henderson & Rodrigo Bernal.[10]

- El edificio de Aulas de la Facultad de Ciencias en la Ciudad Universitaria de la Universidad Nacional de Colombia en Bogotá, lleva su nombre.

### Taxones dedicados
- La especie de palma Aiphanes gloria.[11]

- La especie de begonia Begonia galeanoi.[12]
- La especie de campanulácea Burmeistera galeanoe.

- La especie de árbol Eugenia gloriae nombrada en su honor.[13]

- La especie de palma Geonoma galeanoae recibió este nombre en su honor.[14]

- La especie de liquen Phaeographis galeanoae tiene este nombre en su honor.[15]

## Algunas publicaciones
- Galeano, Gloria, (1983), “Las palmas del Urabá antioqueño”  tesis de grado laureada para obtener el título de ingeniera agrónoma en la Universidad Nacional, en Medellín.[2]
- Galeano, Gloria, (1997),  “Quantitative Forest Inventories on the Pacific Coast of Chocó, Colombia”, un recuento de la riqueza forestal del Chocó biogeográfico, bajo la dirección del doctor Henrik Balslev. Trabajo de investigación, realizado en su doctorado de Ciencias Biológicas en la  Universidad de Aarhus, Dinamarca.[2]
- Galeano, Gloria , Rodrigo Bernal. 2010. Palmas de Colombia: guía de campo. Editor Univ. Nacional de Colombia, Facultad de Ciencias, Instituto de Ciencias Naturales, 688 pp. ISBN 9587195019 ISBN 9789587195019
- Galeano, Gloria , Andrew Henderson, Rodrigo. Field Guide to the Palms of the Americas. Princeton University Press, Princeton 1995, ISBN 0-691-08537-4.

- La abreviatura «Galeano» se emplea para indicar a Gloria Galeano Garcés como autoridad en la descripción y clasificación científica de los vegetales.[16]